# Artur Korc
Artur Adam Korc (ur. 27 grudnia 1973 w Jeleniej Górze) – polski kolarz, paraolimpijczyk. Srebrny medalista paraolimpijski z Londynu (2012) oraz brązowy  z Pekinu (2008).

## Medale sportowe

### Igrzyska paraolimpijskie
- 2012  – Londyn, kolarstwo – wyścig tandemowy ze startu wspólnego – jako pilot, z Krzysztofem Kosikowskim[3], Trenerzy[potrzebny przypis]: Mirek Jurek, Adam Brzozowski
- 2008  – Pekin, kolarstwo – wyścig tandemowy na czas – jako pilot, z Krzysztofem Kosikowskim[4], Trenerzy[potrzebny przypis]: Mirek Jurek, Adam Brzozowski

### Mistrzostwa Świata
- 2011 srebro - Dania, Roskilde - kolarstwo tandemowe – jako pilot, z Krzysztofem Kosikowskim[5][6]

- 2010 brąz - Kanada, Baie-Comeau - kolarstwo tandemowe z Krzysztofem Kosikowskim[6][7]

- 2009 brąz - Włochy, Bogogno - kolarstwo tandemowe z Krzysztofem Kosikowskim[8][9][6]
- 2007 złoto - Francja, Bordeaux - kolarstwo tandemowe z Krzysztofem Kosikowskim[6][7], trenerzy[potrzebny przypis]: Mirek Jurek, Adam Brzozowski
- 2006 złoto - Szwajcaria, Aigle - kolarstwo tandemowe z Krzysztofem Kosikowskim[6][10], trenerzy[potrzebny przypis]: Mirek Jurek, Adam Brzozowski

- 2004 srebrny medal - Austria, St. Johann in Tirol - kolarstwo[11][12], wyścig ze startu wspólnego, menadżer: Jerzy Gawarecki[potrzebny przypis]

### Mistrzostwa Europy
- 2009 srebro - Czechy, Zdar Nad Sazavou - kolarstwo, jazda indywidualna na czas MASTERS[13]

- 2007 złoto - Czechy[14] Zdar Nad Sazavou - wyścig ze startu wspólnego MASTERS - menadżer: Jerzy Gawarecki[potrzebny przypis]
- 2005 złoto - Holandia, Alkmaar - kolarstwo tandemowe z Krzysztofem Kosikowskim[6][10]

## Odznaczenia
- Srebrny Krzyż Zasługi – 2008[15]
- Złoty Krzyż Zasługi - 2013[16]